# Juan Pardo de Tavera
Juan Pardo de Tavera (ur. 16 maja 1472 w Toro, zm. 1 sierpnia 1545 w Valladolid) – hiszpański kardynał.

## Życiorys
Urodził się 16 maja 1472 roku w Toro, jako syn Aresa Pardo i Guiomar Tavery. Studiował na Uniwersytecie w Salamance, gdzie uzyskał licencjat z prawa kanonicznego, a następnie został rektorem uczelni. W 1505 roku został kanonikiem kapituły w Sewilli, a rok później mianowano go audytorem trybunału inkwizycji hiszpańskiej. 14 lipca 1514 roku został wybrany biskupem Ciudad Rodrigo i w tym samym roku przyjął sakrę.
Wkrótce potem został wysłany jako ambasador do Portugalii, by negocjować małżeństwa Karola V z Izabelą Portugalską oraz Jana III z Katarzyną Habsburg. W 1523 roku został przeniesiony do diecezji Osma, a rok później do archidiecezji Santiago de Compostela. W latach 1524–1539 był także przewodniczącym hiszpańskiej Rady Królewskiej.
22 lutego 1531 roku został kreowany kardynałem prezbiterem i otrzymał kościół tytularny San Giovanni a Porta Latina. Trzy lata później został arcybiskupem Toledo. W 1539 roku został wielkim inkwizytorem Hiszpanii. Zmarł 1 sierpnia 1545 roku w Valladolid.